# Професия
Професията е вид специализирана трудова дейност , която е такава като обособена в сферите на труда, тоест това е специфична работа, извършвана от специализирани в областта работници, работещи (мъже или жени), които за целта може да са обучавани в професионални училища или във висши училища, университети, или допълнително обучавани в завод, организация, фирма, за да могат да станат част от тази професия, да се реализират в нея, и съответно при продължителното извършване на тази работа, това да бъде тяхна професия. 
Дадена професия изисква продължително, в някои случаи или периоди интензивно обучение (в определени области), практика, както и владеене на специализирани и професионални знания и умения. Много често професиите се наследяват, което улеснява обучителния процес както в личен план, така и за обществото. Тези, които работят в дадена професионална област, много често стават част и от съответните професионални организации, които също така се грижат и за  регулирането на този вид професия, на нейния етически кодекс, както и процесите на лицензиране или сертификация.
Когато е продължително изпълнявана в рамките на една организация, може да се нарича и служба.